# Band (textil)
För andra betydelser, se Band.

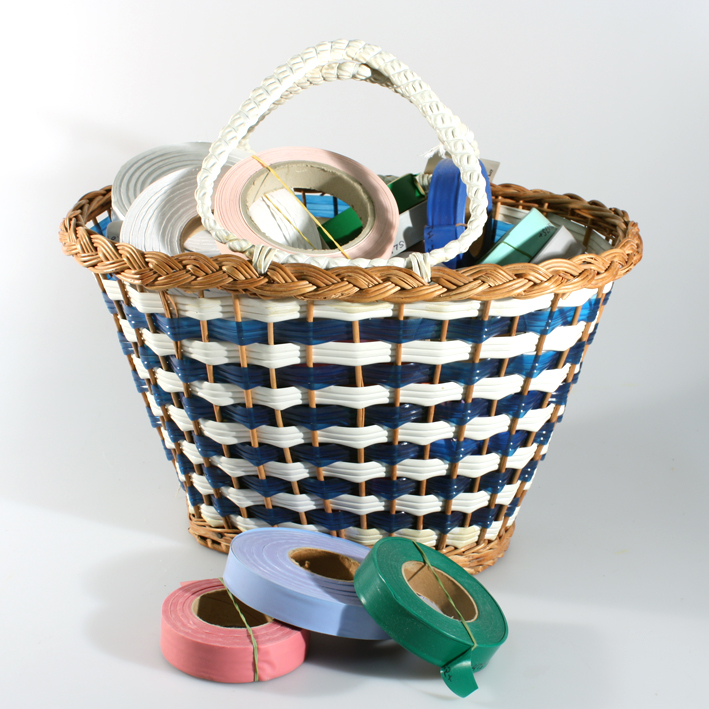
Plastband för t.ex. mattvävning eller virkning.

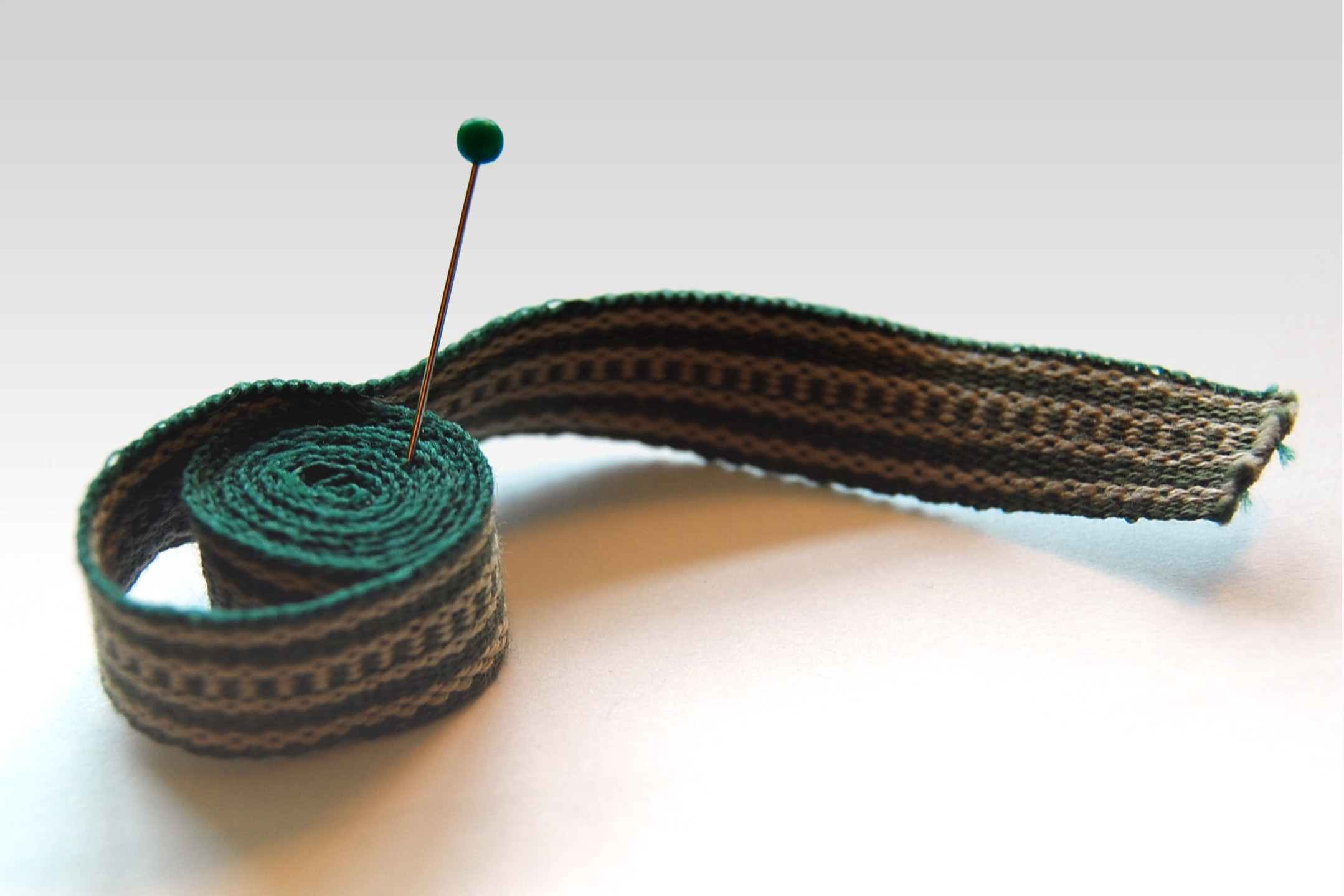
Exempel på handvävt band.

Band är i textila sammanhang smala och långa remsor av väv eller flätor.
Bandvävning, brickvävning och flätning har förhistoriska rötter och var ett enkelt sätt att framställa band för att dekorera kläderna och dessutom få en praktisk sammanhållning av klädesplaggen, såsom hos förkläden. Vanligen knyts förklädesbanden i ryggen i en rosett så att förklädet sitter väl på plats. Band har alltid haft och har fortfarande stor betydelse, både praktiskt och som dekoration, men dess användningsområden och tillverkningsmetoder har förändrats. 
Idag finns det band av många slag och material: axelband, bendelband (=handdukshankar), emballageband, hårband, kantband, knytband, måttband, plastband, skoband, snedband, strumpeband. Ordensband som bärs diagonalt över bröstet kallas band en echarpé. Ett med ordensbandet besläktat band är det studentikosa frackbandet. I republiker bär ofta presidenten ett presidentband som tecken för sitt innehav av ämbetet.